# Dianemobius
Dianemobius is een geslacht van rechtvleugeligen uit de familie Trigonidiidae. De wetenschappelijke naam van dit geslacht is voor het eerst geldig gepubliceerd in 1973 door Vickery.

## Soorten
Het geslacht Dianemobius omvat de volgende soorten:
- Dianemobius chibae Shiraki, 1911
- Dianemobius chinensis Gorochov, 1984
- Dianemobius csikii Bolívar, 1901
- Dianemobius fascipes Walker, 1869
- Dianemobius furumagiensis Ohmachi & Furukawa, 1929
- Dianemobius jucundus Liu & Yang, 1998
- Dianemobius kimurae Shiraki, 1911
- Dianemobius protransversus Liu & Yang, 1998
- Dianemobius timphus Ingrisch, 2001
- Dianemobius wulaius Liu & Yang, 1998
- Dianemobius zhengi Chen, 1994